# Arabe levantin septentrional
Le syro-libanais ou arabe levantin septentrional est une variété d'arabe dialectal parlé en Syrie, au Liban, et dans certaines régions urbaines de Palestine,. On peut distinguer des légères variations régionales au sein de ce dialecte, qui ne nuisent en rien à la compréhension mutuelle : 
- libanais (parlé aussi au sud de la Syrie),
- nord-syrien,
- syrien central,
- palestinien urbain (à ne pas confondre avec les deux autres variétés d'arabe parlées en Palestine — le dialecte parlé en Jordanie ainsi qu'en Judée et l'arabe bédouin — qui forment des dialectes séparés)[3].

L'arabe levantin est également utilisé pour la traduction orale en arabe de séries d'autres langues notamment les séries turques et indiennes.

## Dialecte libanais
Dans le libanais, les lettres emphatiques le sont à peine, les mots sont rarement contractés et surtout, la lettre qāf, gutturale par excellence, ne se prononce pas (comme une hamza, elle marque un arrêt, sauf quelquefois chez les Druzes de la montagne). Le libanais, le syrien, le jordanien et le palestinien sont très proches. Les différences de vocabulaire et de prononciation qui existent entre les trois dialectes restent limitées et n’entravent pas la communication. En dépit des emprunts au turc, au français et à l'italien, le libanais est un dialecte arabe, en interaction avec l’arabe littéraire.